# Tutto per una ragione
Tutto per una ragione è un singolo del gruppo musicale italiano Benji & Fede, pubblicato il 12 maggio 2017 come quarto estratto dal secondo album in studio 0+.

## Descrizione
Il brano ha visto la partecipazione vocale al ritornello della cantante italiana Annalisa, la quale è anche autrice del testo e coautrice della musica. Una versione in lingua spagnola, intitolata Solo por una razón, è stata pubblicata il 28 luglio 2017 e ha visto la partecipazione delle Sweet California.

## Cover
Il 20 aprile 2018 la cantante Sara'h ha pubblicato una versione in lingua francese del brano, intitolata Je me souviens de tout e registrata in duetto con Annalisa.

## Video musicale
Il videoclip, diretto dalla società di produzione The Astronauts e girato a Ibiza, è stato pubblicato il 16 maggio 2017 attraverso il canale YouTube della Warner Music Italy.

## Tracce
Download digitale
Testi di Annalisa Scarrone, musiche di Giordano Cremona, Federico Mercuri, Annalisa Scarrone e Marco Sissa.
1. Tutto per una ragione (feat. Annalisa) – 2:58

Download digitale – remix
1. Tutto per una ragione (feat. Annalisa) (SDJM Remix) – 3:08

## Classifiche

### Classifiche settimanali
| Classifica (2017) | Posizione massima |
| ----------------- | ----------------- |
| Italia            | 9                 |

### Classifiche di fine anno
| Classifica (2017) | Posizione |
| ----------------- | --------- |
| Italia            | 52        |